# 凯瑟琳·奈
凯瑟琳·奈（英語：Katherine Nye，1999年1月5日—），美国女子举重运动员。她曾代表美国参加2020年夏季奥林匹克运动会举重比赛，获得一枚银牌。她也曾参加2019年泛美运动会。